# Ockerbrauner Trichterling
Der Gelb- oder Ockerbraune Trichterling (Infundibulicybe gibba, Syn.: Clitocybe gibba) ist eine Pilzart aus der Familie der Ritterlingsverwandten (Tricholomataceae). Der mehr oder weniger ockerbräunliche Trichterling mit den weißlichen Lamellen erscheint von Ende Juni bis Oktober in Laubmisch- und gelegentlich auch in Nadelwäldern.

## Merkmale

### Makroskopische Merkmale
Der Hut ist 3–8 cm breit, sehr jung gewölbt, doch verflacht er schnell und ist schon bald trichterförmig vertieft. In der Mitte hat der cremefarbene oder leder- bis ockerbraune, bisweilen fleischrosa getönte Hut meist einen kleinen stumpfen Buckel. Beim Eintrocknen verblasst die Farbe. Die Oberfläche ist kahl und der Rand anfangs stark eingerollt, bei älteren Fruchtkörpern ist er mehr oder weniger gerippt und oft wellig verbogen.
Die jung weißlichen, später cremefarben Lamellen stehen sehr gedrängt und laufen weit am Stiel herab. Einige sind bisweilen gegabelt. Bei älteren Fruchtkörpern sind die Lamellen mehr cremefarben. Das Sporenpulver ist weiß.
Der 3–6 cm lange und 0,3–0,8 cm breite, schlank wirkende Stiel ist mehr oder weniger zylindrisch und an der Basis oft leicht keulig oder verdickt. Er ist zäh, voll bis ausgestopft und erst im Alter hohl. Der weißliche oder zumindest deutlich heller als der Hut gefärbte Stiel hat an der Basis einen weißlichen Myzelfilz.
Das weiße, blass lederfarbene Fleisch ist recht zäh und zum Hutrand hin recht dünn. Der Geruch ist angenehm süßlich bis bittermandelartig und der Geschmack mild.

### Mikroskopische Merkmale
Die glatten, elliptisch bis tropfenförmigen Sporen sind 5,5–7,5 µm lang und 3,5–4,5 µm breit.

## Artabgrenzung
Der essbare Fuchsige Rötelritterling (Paralepista flaccida) kann recht ähnlich sein, ist aber meist kräftiger rotbraun bis rostorange gefärbt und hat leicht vom Hutfleisch lösbare Lamellen. Sein Hut ist nicht gebuckelt.
Der Pilz könnte mit dem südeuropäischen, stark aromatisch riechenden Parfümierten Trichterling (Paralepistopsis amoenolens) verwechselt werden, der zumindest in wärmeren Regionen in Süd- und Südwestdeutschland vorkommen könnte. Dieser Pilz hat in Frankreich und Italien schwere Vergiftungen hervorgerufen.
Außerdem kann der Ockerbraune Trichterling mit anderen Arten der Gattung verwechselt werden. Der etwas seltenere Kerbrandige Trichterling (Infundibulicybe costata) ist etwas dunkler gefärbt und hat einen auffallend höckrig gerippten Rand. Sein Stiel ist wie der Hut ockerbraun gefärbt. Auch der Schuppige Trichterling (Infundibulicybe squamulosa) sieht ähnlich aus. Er hat eine feinschuppige Huthaut und sein Hut ist, wie auch der Stiel, meist dunkler fleisch- bis rostbraun gefärbt. Auch die Sporen sind etwas kleiner. Man findet den Pilz meist in Nadelwäldern. Sehr ähnlich ist der zum I.-gibba-Komplex gehörende Glänzendgelbe Trichterling (Infundibulicybe splendoides), der einen mehr orangegelben Hut hat. Eine sichere Unterscheidung ist nur mit de Mikroskop möglich. Laut Bigelow, der die Art beschrieb, ist das wichtigste Unterscheidungsmerkmal die fehlende Inkrustierung der Huthauthyphen.

## Ökologie

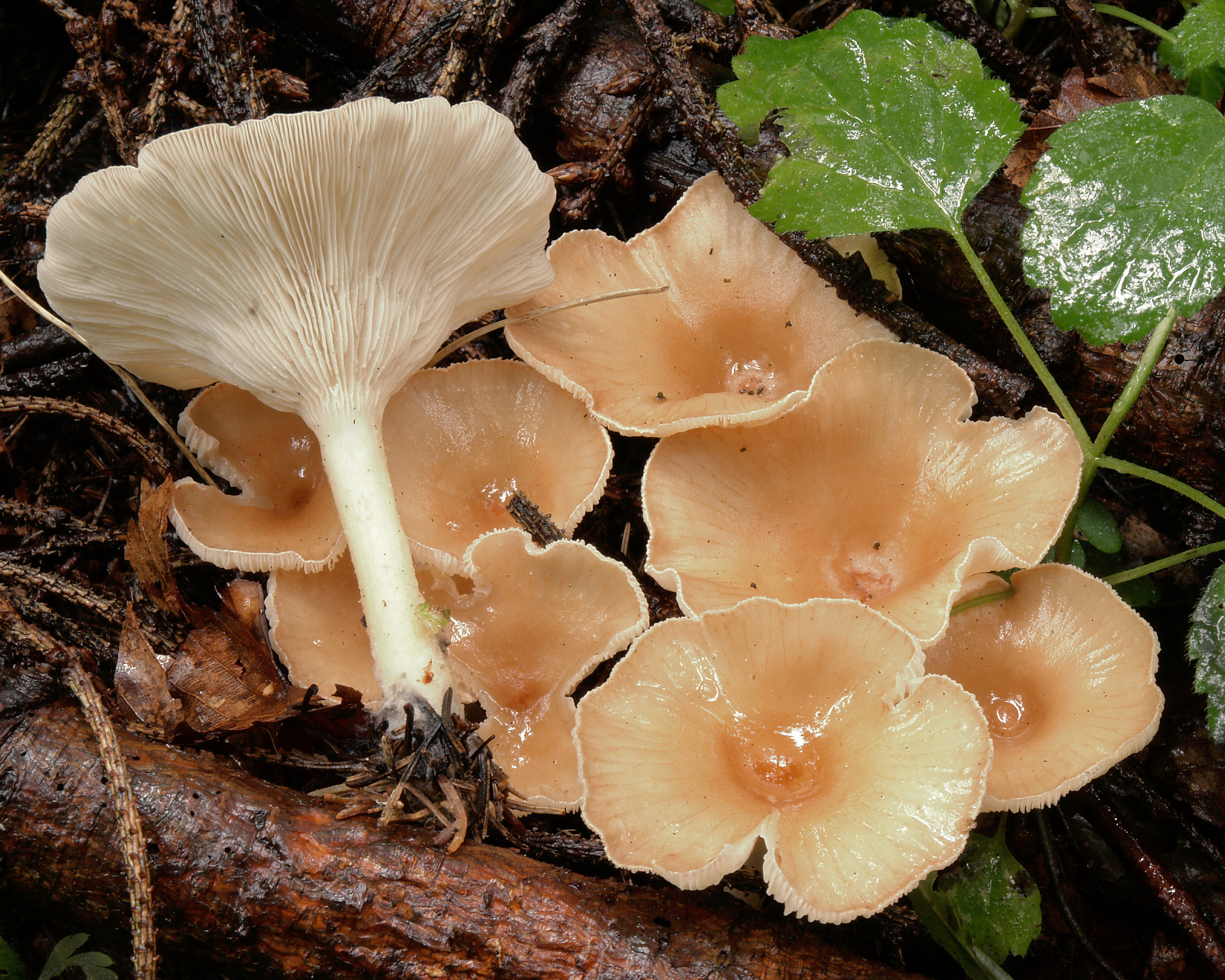
Hier besiedelt der Ockerbraune Trichterling (Infundibulicybe gibba) einen Reisighaufen in einem Fichtenforst.

Der Ockerbraune Trichterling wächst bevorzugt in dickeren Schichten von Laubstreu, beispielsweise in Gräben an Waldwegrändern. Man findet ihn meist in Rotbuchen-, seltener in Eichen-Hainbuchenwäldern. Besonders häufig ist er in Waldmeister-Buchenwäldern, gefolgt von Haargersten- und Hainsimsen-Buchenwäldern. Er kommt aber auch in Tannen-Buchenwäldern vor. In natürlichen Nadelwäldern findet man ihn nicht oder nur selten, allerdings kann er in reinen Fichtenforsten wachsen. Der Pilz mag lehmige, basenreichere Böden.
Die Fruchtkörper erscheinen ab Ende Juni und sind im August und September am häufigsten. Meist wachsen sie gesellig und oft in Reihen und Ringen. Im Herbst ab Ende Oktober findet man sie nur noch vereinzelt. Die Art erscheint früher als die meisten Trichterlinge, dies scheint kennzeichnend für die ganze Gattung Infundibulicybe zu sein. Der Trichterling kommt vom Tiefland bis ins Bergland vor. Oberhalb von 800 m ist er recht zerstreut, über 900 m selten.

## Verbreitung
Der Trichterling ist eine austral-austrosubtropische sowie meridional bis arktische Art. Man findet den Pilz daher in Australien, Nordafrika, Nordamerika und Europa. Er ist in Deutschland und Österreich, sowie in großen Teilen Europas weit verbreitet und wohl nirgendwo wirklich selten.

## Systematik
Den Ockerbraunen Trichterling beschrieb erstmals Christian Hendrik Persoon im Jahr 1801. 1871 stellte ihn Paul Kummer in die Gattung Clitocybe. Neuere Untersuchungen zeigen, dass sich die Gattung Clitocybe in mehrere Abstammungslinien aufspaltet. Daher definierte Harri Harmaja die Gattung Infundibulicybe mit Infundibulicybe gibba als Typusart. Einige Autoren sehen auch Clitocybe infundibuliformis (Schaeffer) Quélet als synonym an. Das lateinische Artattribut (Epitheton) leitet sich vom lateinischen Wort 'gibbus' (Höcker oder Buckel) ab.

## Bedeutung
Der Ockerbraune Trichterling wird von einigen Autoren als ungenießbar bezeichnet, er gilt nicht als giftig, sondern wird meist als minderwertig bezeichnet. Ohne den zähen Stiel soll er für Pilzmischgerichte geeignet sein. Auch die Positivliste für Speisepilze der DGfM bezeichnet den Trichterling als essbar.

## Pharmakologie
Ein Extrakt des Ockerbraunen Trichterlings zeigt im Laborexperiment eine hemmende Wirkung gegenüber Thrombin.